# Wallfahrtskirche St. Willibald (Jesenwang)

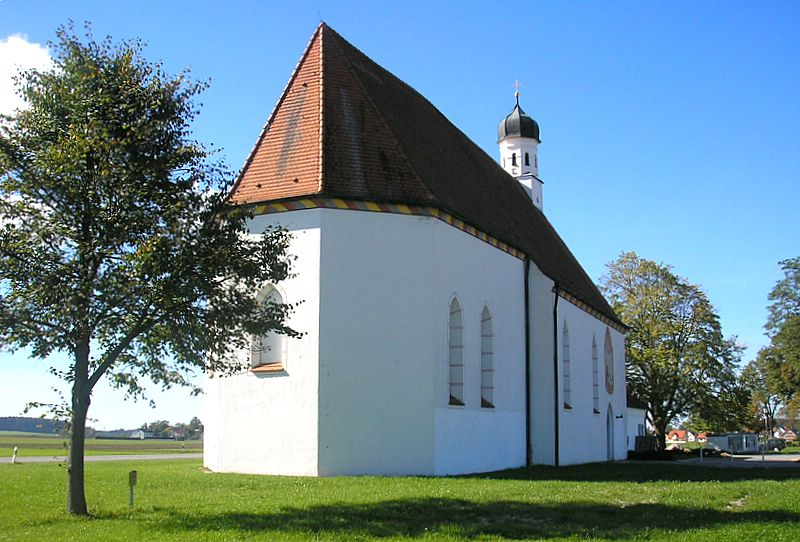
Ansicht von Osten

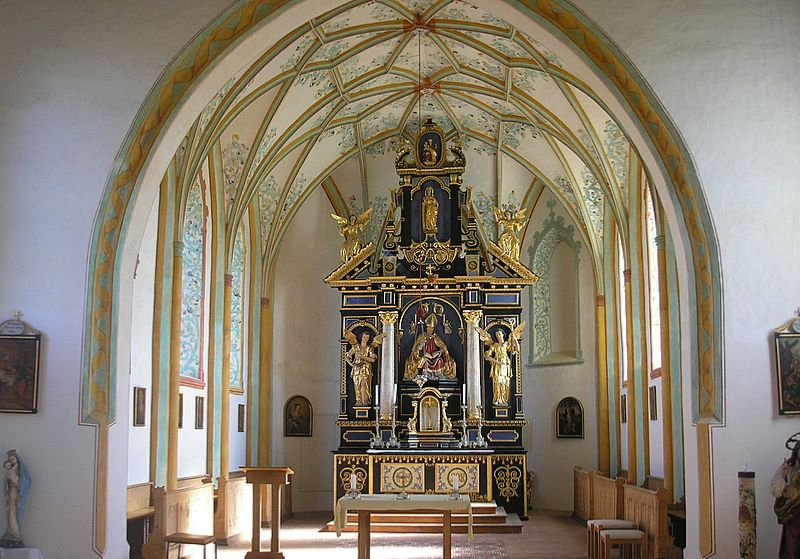
Blick in den Chor

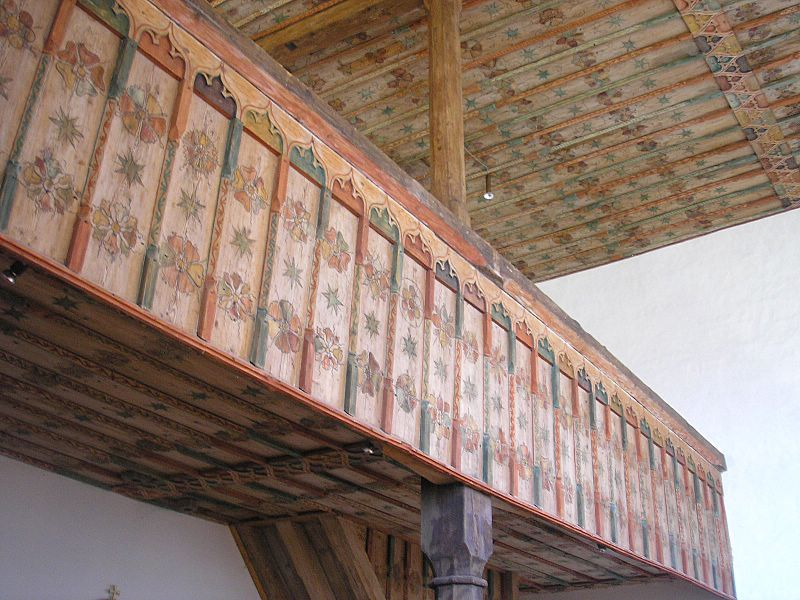
Empore und Balkendecke

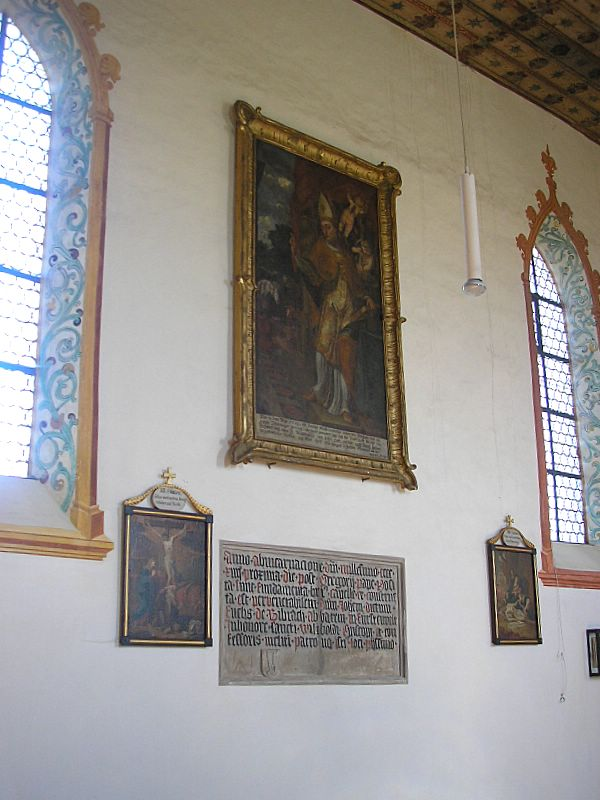
Die Nordwand des Langhauses mit der Bauinschrift der ersten Kirche

Die katholische Wallfahrtskirche St. Willibald liegt in der Einöde Sankt Willibald, etwa 500 Meter östlich von Jesenwang im Landkreis Fürstenfeldbruck in Oberbayern. Der spätgotische Sakralbau wurde ab 1979 umfassend saniert.

## Geschichte
Die Kirche steht direkt auf dem Damm der alten Römerstraße von Augsburg nach Salzburg. Einige Geländespuren haben sich etwa 700 Meter südöstlich erhalten, vor dem Gotteshaus wurde ein Bodenprofil in einer Vitrine konserviert.
Eine erste Wallfahrtskirche entstand bereits 1414 unter dem Fürstenfelder Abt Johann II. von Bibrach. Das Ziegelfundament ist noch unter dem heutigen Fußboden erhalten (Freigelegt 1979). Die Nordseite dieser Kirche wurde beim Neubau unter Abt Jodok von 1478 wieder verwendet (Bauinschrift an der Wand). Warum die Zisterzienser von Fürstenfeld allerdings eine Kirche zu Ehren des heiligen Willibald errichteten, ist unklar. Die Zisterzienser förderten sonst eher die Verehrung des heiligen Leonhard. Wahrscheinlich wurde Willibald also bereits vorher an dieser Stelle verehrt.
Der Hochaltar kam 1617 in das Presbyterium. Die Seitenaltäre aus der Mitte des 19. Jahrhunderts wurden später wieder entfernt. Der eine ist in Teilen eingelagert, der andere befindet sich heute in der Pfarrkirche in Purk bei Moorenweis.
1910 befreite man die spätgotische Holzdecke von ihrer weißen Übermalung.
1978/79 begann eine umfassende Generalsanierung der Gesamtanlage, durch die einer der bedeutendsten spätmittelalterlichen Sakralräume Oberbayerns vor dem Verfall gerettet werden konnte. Hierzu war eigens 1978 ein Förderverein gegründet worden. Die Sanierungsmaßnahmen erfolgten in weitgehender Eigenleistung der Bevölkerung von Jesenwang.
Als einmalig in Europa gilt der „Willibald-Ritt“, der seit 1712 jährlich durchgeführt wird. Der heilige Willibald ist der Schutzpatron der Tiere. Anlässlich einer Pferdeseuche „verlobten“ sich die Bauern der Umgegend zum hl. Willibald. Angeblich soll danach kein einziges Pferd mehr erkrankt sein. Damit die Tiere den Segen empfangen können, reitet man mit ihnen durch die Kirche, die deshalb zwei gegenüber liegende hohe Eingänge besitzt. Aktuell nehmen jährlich über dreihundert Pferde und einige Gespanne an der Prozession teil, die von tausenden Zuschauern verfolgt wird. Im März 2022 hat die UNESCO den Ritt in die Liste des Immateriellen Kulturerbes in Deutschland aufgenommen.
Als eine nur wenig veränderte spätmittelalterliche Wallfahrtskirche ist St. Willibald heute auch als Hochzeitskirche sehr beliebt.
Im Juli 1983 drehte Regisseur Wolfgang Büld mit der Punk-Rock-Band Die Toten Hosen in der Kirche das Musikvideo zu deren Single Eisgekühlter Bommerlunder. Die Dreharbeiten, die an einem Wochenende stattfanden und als „recht turbulent“ beschrieben wurden, führten zu Aufregung und Empörung bei Einwohnern von Jesenwang und dazu, dass der Pfarrer die Kirche wenig später neu weihte. Außerdem sieht man die Wallfahrtskirche St. Willibald kurz in der Filmkomödie Gib Gas – Ich will Spaß, die ebenfalls von Regisseur Wolfgang Büld gedreht wurde, von 1983 in jener Szene, wenn die beiden Schauspieler Nena und Markus in einem gelben Geländewagen zum nahegelegenen Flugplatz Jesenwang fahren.

## Beschreibung
St. Willibald ist ein einschiffiger Saalbau mit eingezogenem, etwas nach Süden ausweichendem Chor. Das Äußere ist weitgehend ungegliedert. Im Westen wurde ein kleines Mesnerhaus angebaut (Neubau 1981). Auf dem Westgiebel sitzt seit der Barockzeit ein kleiner Dachreiter mit Zwiebelhaube.
Das Langhaus besitzt noch seine ursprüngliche spätgotische Balkendecke und eine gleichzeitige Emporenbrüstung. Auf der Decke sind neben 561 Sternmotiven 594 verschiedene Blumen wiedergegeben, 191 Blüten kommen an der Empore hinzu. Die Bildfelder werden von geschnitzten Maßwerkfriesen gerahmt. Bemerkenswert sind auch die esoterischen Symbole der zwölf Medaillons im Zentrum der dreigeteilten Holzdecke, der bedeutendsten ihrer Art in Altbayern. Die in gleicher Art dekorierte Empore wird in der Mitte von einer einzigen Holzsäule gestützt.
Das Presbyterium überspannt ein reich figuriertes Netzgewölbe mit Schlusssteinen. Die Gewölbekappen sind mit Rankenmotiven bemalt, die bei der Generalsanierung freigelegt werden konnten.

## Ausstattung
Der Hochaltar steht stilistisch am Übergang von der Spätrenaissance zum Frühbarock (1617).
Die Skulptur des lesenden heiligen Willibald im Mittelpunkt stammt noch aus der Spätgotik und wird von zwei Engeln flankiert. Im Auszug (Oberteil) steht die Figur der Gottesmutter.
Die gemalten Kreuzwegstationen entstanden im frühen 19. Jahrhundert und stammen ursprünglich aus der Kirche in Schöngeising (Ankauf 1861). An der Nordwand hat sich in gotischen Minuskeln die originale Bauinschrift der ersten Wallfahrtskirche erhalten (1414).
Die Nordwand der Apsis trägt den einzigen Freskenrest der Kirche. Ein Mönch steht vor einer Landschaft mit einer großen Burganlage.
St. Willibald birgt nur noch wenige der ehemals sicher zahlreichen Votivtafeln. Die große Darstellung des heiligen Willibald ist eine Stiftung der Gemeinde Jesenwang aus dem Jahr 1714.
Die ehemals reichere Ausstattung wurde nach dem Zweiten Weltkrieg durch einige Diebstähle reduziert.